# Choi choi lớn
Choi choi lớn (tên khoa học: Charadrius placidus) là một loài chim trong họ Charadriidae.

## Hình ảnh

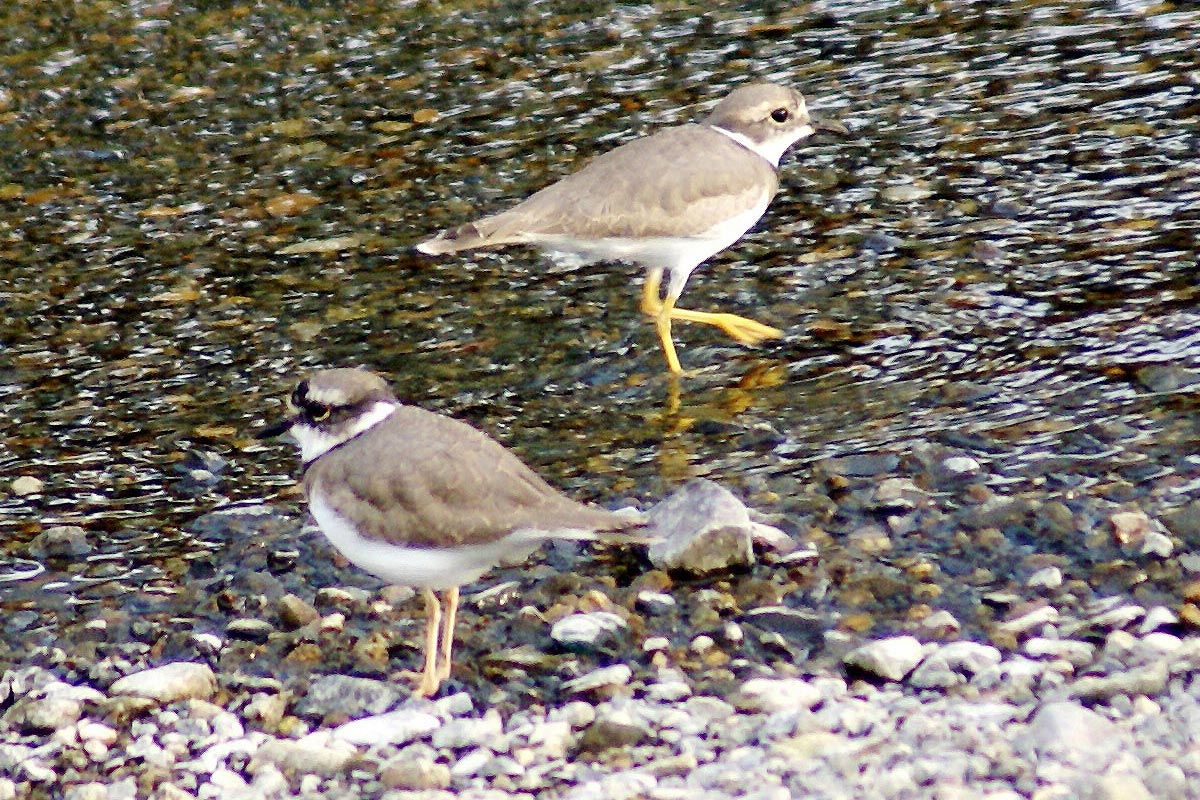
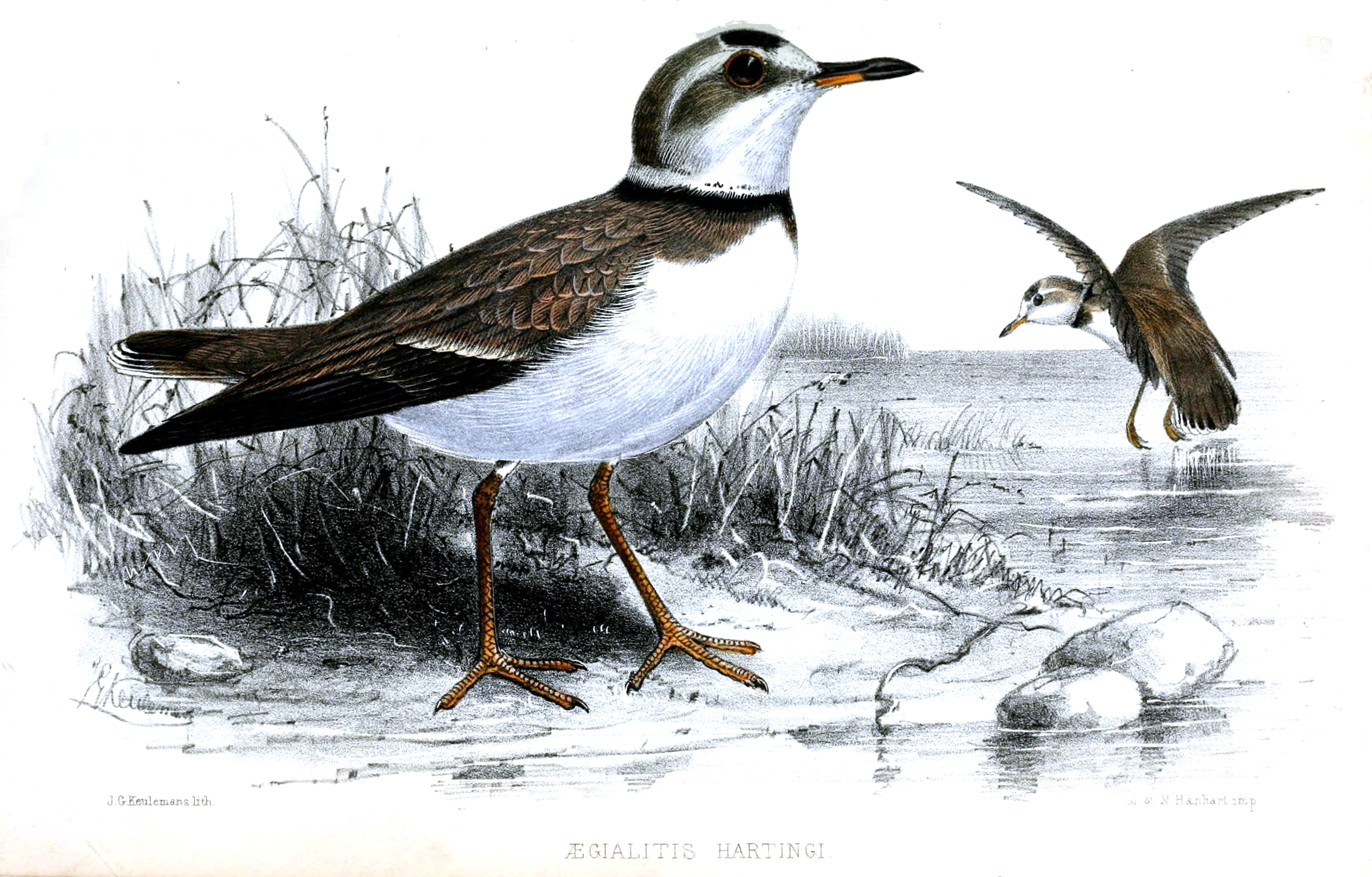